# Marcelo Díaz
Marcelo Alfonso „Chelo” Díaz Rojas (ur. 30 grudnia 1986 w Santiago) – chilijski piłkarz występujący na pozycji środkowego lub defensywnego pomocnika. Zawodnik CD Universidad Católica grającego w Primera División (Chile), do którego trafił przed rozpoczęciem sezonu 2024. W reprezentacji Chile zadebiutował w 2011 roku. Rozegrał w niej 61 spotkań.